# 데브라 윙거
데브라 린 윙거(영어: Debra Lynn Winger 데브라 린 윙어[*], 영어 발음: /ˈwɪŋər/, 1955년 5월 16일 ~ )는 미국의 배우이다.

## 출연 작품

### 영화
- 금요일 밤의 열기 (1978)
- 도시의 카우보이 (1980)
- E.T. (1982)
- 사관과 신사 (1982)
- 애정의 조건 (1983)
- 리갈 이글 (1986)
- 블랙 위도우 (1987)
- 메이드 인 헤븐 (1987)
- 배신의 계절 (1988)
- 마지막 사랑 (1990)
- 위험한 여인 (1993)
- 샤도우랜드 (1993)
- 파리가 당신을 부를 때 (1995)
- 라디오 (2003)
- 레이첼, 결혼하다 (2008)
- 로라 버서스 (2012)
- 카조니어 (2020)

### 텔레비전
- 원더우먼 (1976-77)